# Maurice Watson Jr.
Maurice Jerome Charles Watson Jr. (Philadelphia, 8 maart 1993) is een Amerikaans basketballer.

## Carrière
Watson speelde collegebasketbal voor de Boston University Terriers en Creighton Bluejays. Hij tekende voor het seizoen 2018/19 bij het Nederlandse ZZ Leiden waarmee hij de beker won. Hij ging het seizoen erop spelen bij de Italiaanse tweedeklasser Forlì 2.015. Het seizoen 2020/21 bracht hij door bij de Turkse tweedeklasser Budo Gemlik.
In 2021 tekende hij voor het seizoen 2021/22 bij de Poolse eersteklasser Twarde Pierniki Toruń maar maakte het seizoen uit in Israël bij Maccabi Rishon LeZion. Hij tekende voor het seizoen 2022/23 bij de Belgische club Antwerp Giants maar werd begin november samen met Quentin Goodin al doorgestuurd. Hij tekende daarop bij de Roemeense eersteklasser CSO Voluntari waar hij een seizoen speelde. In de zomer van 2023 tekende hij bij de Turkse tweedeklasser Gaziantep Basketbol dat net gedegradeerd was.
Voor het seizoen 2024/25 tekende hij bij de Turkse tweedeklasser Esenler Erokspor Basketbol.

## Erelijst
- Nederlands bekerwinnaar: 2019